# How I Met Your Mother/Staffel 7
Die siebte Staffel der amerikanischen Sitcom How I Met Your Mother hatte ihre Erstausstrahlung vom 19. September 2011 bis zum 14. Mai 2012 auf dem Sender CBS. Die deutschsprachige Erstausstrahlung der ersten elf Episoden erfolgte zwischen dem 11. Januar und dem 21. März 2012 auf dem Free-TV-Sender ProSieben. Zwischen 10. Oktober 2012 und 9. Januar 2013 wurden die restlichen 13 Episoden ausgestrahlt.

## Darsteller
| Rollenname                    | Schauspieler        |
| ----------------------------- | ------------------- |
| Theodore „Ted“ Evelyn Mosby   | Josh Radnor         |
| Marshall Eriksen              | Jason Segel         |
| Robin Charles Scherbatsky Jr. | Cobie Smulders      |
| Barney Stinson                | Neil Patrick Harris |
| Lily Aldrin                   | Alyson Hannigan     |

## Episoden
| Nr. (ges.) | Nr. (St.) | Deutscher Titel                  | Originaltitel              | Erstausstrahlung USA | Deutschsprachige Erstausstrahlung (D) | Regie         | Drehbuch                      | Zuschauer (DE) |
| --- | --------- | -------------------------------- | -------------------------- | -------------------- | ------------------------------------- | ------------- | ----------------------------- | -------------- |
| 137 | 1         | Der Trauzeuge                    | The Best Man               | 19. Sep. 2011        | 11. Jan. 2012                         | Pamela Fryman | Carter Bays & Craig Thomas    | 1,93 Mio.      |
| Die Folge beginnt mit einem Blick in die Zukunft: Barney ist sich auf seiner Hochzeit nicht sicher, ob er den richtigen Schritt macht. Er redet mit Ted über die Hochzeit von Punchy, Teds Schulfreund, die in der Gegenwart abläuft. Marshall und Lily haben ihren Freunden Lilys Schwangerschaft nicht mitgeteilt, weil sie sich noch in einem sehr frühen Stadium der Schwangerschaft befindet und das Kind noch verlieren könnte. Marshall konsumiert darum auf der Hochzeit alle alkoholischen Getränke, die Lily auf der Hochzeit angeboten werden. Lily erfährt, dass Robin noch immer in Barney verliebt ist. Als Barney jedoch von seiner ehemaligen Freundin Nora zurückgerufen wird, souffliert Robin ihm die passenden Worte für seine Entschuldigung. Marshall verteidigt den bei seiner Hochzeitsrede vor Rührung weinenden Ted. Marshall ruiniert aber auch Punchys Hochzeit, als er Lilys Schwangerschaft erwähnt, jedoch auf Punchys Frau zeigt, die ihre Schwangerschaft auch geheim gehalten hat. Ihr Vater ist darüber empört und es kommt zum Streit. |           |                                  |                            |                      |                                       |               |                               |                |
| 138 | 2         | Die nackte Wahrheit              | The Naked Truth            | 19. Sep. 2011        | 18. Jan. 2012                         | Pamela Fryman | Stephen Lloyd                 | 1,66 Mio.      |
| Marshall Erikson erhält ein Stellenangebot von einer Umweltorganisation. Die Umweltorganisation prüft jedoch auch Marshalls privaten Hintergrund, indem sie beispielsweise das Internet nach Marshall durchsucht. Auf einer Plattform gibt es ein Video, in dem Marshall als Beercules nackt und betrunken über den Campus des Wesleyan College läuft. Er sucht daher seinen früheren Collegefreund Pete Votto auf, um ihn darum zu bitten, dass er es entfernt. Pete verlangt als Gegenleistung die Teilnahme am Trinkspiel Edward Fortyhands. Dann dreht er ein weiteres Video von Marshall als nacktem und betrunkenem Beercules und stellt es ins Internet. Ted hat sich durch das Vorzeigen des Titelbildes des New York Magazines, auf dem er als Architekt des zukünftigen GNB-Towers abgebildet ist, zwei Dates verschafft. Nachdem er sich mit beiden Frauen getroffen hat, muss er sich entscheiden, welche ihn zum Architektenball begleiten soll, wobei ihn Lilly und Robin unterstützen sollen. Schließlich nimmt er Robin mit, die unbedingt Lenny Kravitz treffen möchte, der auf den Ball anwesend sein soll, sich jedoch als älterer gleichnamiger Architekt entpuppt. Derweil trifft sich Barney in einem Lokal mit Nora, die ihm aufgrund seiner mitleidheischenden Lüge mit einer Halskrause, die er wegen eines angeblichen Unfalls tragen müsse, nicht mehr vertraut und ihn sitzen lassen möchte. Bevor Nora das Lokal verlässt, sichert Barney ihr zu, auf seinem Stuhl sitzen zu bleiben, bis sie wieder zurückkommt und sich mit ihm auf ein zweites Date verabredet. Am nächsten Tag wird Marshall zugesichert, dass er trotz der Videos eingestellt ist. Am Ende der Folge sieht man, wie Ted seine ehemalige Freundin Viktoria auf einem Architektenball wiedererkennt. Nora kommt nach vielen Stunden endlich zurück und verzeiht Barney. |           |                                  |                            |                      |                                       |               |                               |                |
| 139 | 3         | Die Entchenkrawatte              | Ducky Tie                  | 26. Sep. 2011        | 25. Jan. 2012                         | Rob Greenberg | Carter Bays & Craig Thomas    | 1,65 Mio.      |
| Ted erzählt von dem Treffen mit Viktoria. Sie findet es unpassend, dass Robin und Ted zusammen waren und immer noch enge Freunde sind. Barney findet, dass die Fähigkeiten eines Teppanyaki-Kochs nichts Besonderes wären und er sogar besser wäre. Marshall wettet mit ihm, dass dies nicht der Fall sei, und sagt ihm, er könne Lilys Brüste anfassen, wenn er gewänne. Im umgekehrten Fall müsse er die Entenkrawatte von Marshall für ein ganzes Jahr tragen. Barney erwähnt eine Teppanyakischule und sagt, die Wette könne aufgehoben werden, wenn er die Brüste für 30 Sekunden nur sehen dürfe. Lily ist kurz davor die Brüste zu zeigen, jedoch vermutet Marshall, dass Barney nur so tut, als könne er Teppanyaki und macht die Änderung der Wette wieder rückgängig. Es stellt sich heraus, dass er es wirklich kann. Lily kann ihn jedoch durch das Zeigen ihrer Brüste soweit ablenken, dass Barney die Wette verliert. |           |                                  |                            |                      |                                       |               |                               |                |
| 140 | 4         | Die Stinson-Krise                | The Stinson Missile Crisis | 3. Okt. 2011         | 1. Feb. 2012                          | Pamela Fryman | Kourtney Kang                 | 1,56 Mio.      |
| Robin ist bei einem Psychologen, dem sie die letzten Geschehnissen aus ihrem Leben erzählt: Barney ist mit Nora zusammen, was sie eifersüchtig macht. Zudem will ihr Vorgesetzter Nora versetzen, was Robin ausnutzen will. Robin sagt einer Frau, die sich mit Barney treffen will, wo sie ihn finden kann. Derweil mischt sich Ted in die Ehe von Marshall und Lily ein, da letztere sich schlecht ernährt, was nachteilig für ihr Baby sein könnte. Marshall muss schließlich mit Ted statt mit seiner Frau zum Geburtsunterricht gehen. Robin wird klar, dass sie die Frau aufhalten muss, was sie auch tut. |           |                                  |                            |                      |                                       |               |                               |                |
| 141 | 5         | Die Exkursion                    | Field Trip                 | 10. Okt. 2011        | 8. Feb. 2012                          | Pamela Fryman | Jamie Rhonheimer              | 1,54 Mio.      |
| Robin kommt mit ihrem Psychologen zusammen, was ihre Freunde komisch finden. Marshall ist der Meinung, dass sein Vorgesetzter zu gut mit seinen Konkurrenten umgeht, Barney hat Probleme mit Nora, da sie Ewoks hasst und Ted geht mit seinem Kurs zur Baustelle des GNB Gebäudes. Robin befragt ihren Freund als eine Art Psychologin, damit ihre Beziehung normaler wirkt. Marshall kann seinen Vorgesetzten letzten Endes noch davon überzeugen, sein Verhalten zu ändern. |           |                                  |                            |                      |                                       |               |                               |                |
| 142 | 6         | Das dunkle Geheimnis             | Mystery vs. History        | 17. Okt. 2011        | 15. Feb. 2012                         | Pamela Fryman | Chuck Tatham                  | 1,73 Mio.      |
| Ted lernt Janet in der Bar kennen. Üblicherweise recherchieren Barney und Robin über jede Frau im Internet, die Ted trifft. Diesmal bittet er sie darum, dies nicht zu tun. Lily und Marshall wollen das Geschlecht ihres Kindes nicht erfahren. Ted ist bei seinem Date, das gut läuft. Währenddessen kann Barney Lily und Marshall dazu überreden, ihm den Umschlag zu geben, in dem das Geschlecht des Babys steht. Als er dieses herausfindet, werden auch die beiden neugierig. Marshall wirft das Papier jedoch aus dem Fenster, um das Geheimnis zu bewahren. Barney und Robin suchen entgegen der Abmachung nach Janet und schicken Ted einen Link, aus dem sich entnehmen lässt, dass Janet außerordentlich erfolgreich ist. Ted ist verunsichert und das Date geht schief. Ted geht zu seinen Freunden, wo diese das rausgeworfene Papier sehen, da Ted es versehentlich an seinem Schuh klebend mit herein getragen hat. Alle erfahren, dass das Kind ein Junge wird. |           |                                  |                            |                      |                                       |               |                               |                |
| 143 | 7         | Noretta                          | Noretta                    | 24. Okt. 2011        | 22. Feb. 2012                         | Pamela Fryman | Matt Kuhn                     | 1,68 Mio.      |
| Barneys Bruder James ist zu Besuch. Er sagt, dass Barneys Freundin Nora ihn an seine Mutter erinnert. Auch Lily und Marshall fällt auf, dass ihre Partner Ähnlichkeiten mit ihren Eltern haben. Bei Barney zu Hause erinnert Nora ihn nun auch an seine Mutter. Derweil schauen Kevin und Robin einen Film, wobei ersterer sagt, dass er das Verhältnis von Robin zu Ted zu eng findet, doch liege dies allein an Teds Einsamkeit. Gegen Ende der Episode sind die Freunde in der Bar, wo Barney erzählt, dass er mit Nora geschlafen habe und es eigentlich gut finde, dass ihre Art die seiner Mutter sei. Daraufhin sehen auch Lily und Marshall nichts Schlimmes darin. |           |                                  |                            |                      |                                       |               |                               |                |
| 144 | 8         | Die Kürbis-Schlampe kehrt zurück | The Slutty Pumpkin Returns | 31. Okt. 2011        | 29. Feb. 2012                         | Pamela Fryman | Tami Sagher                   | 1,63 Mio.      |
| Barney erfährt, dass er selbst kanadischer Abstammung ist, kommt damit jedoch nicht gut klar. Ted kommt an einem Laden vorbei, der das Kürbiskostüm anbietet, das auch die Frau trug, die er in der Halloweenfolge aus Staffel 1 kennengelernt hatte. Er erfährt ihre Adresse vom Ladenbesitzer. Die beiden verbringen Zeit miteinander, Ted findet jedoch, dass Naomi (Katie Holmes) nicht die richtige Frau für ihn ist. Lilys Großeltern wollen ihrer Enkelin das Haus schenken. Sie nimmt an und will, wie es eigentlich auch Marshalls Plan war, in die Vorstadt ziehen. Marshall glaubt jedoch, dass sie in Wirklichkeit anders darüber denkt. Schließlich sieht Lily ein, dass sie noch einmal darüber nachdenken müssen. Naomi sagt Ted auf der Party, dass sie über die Beziehung eigentlich die gleiche Meinung wie er habe. Die beiden trennen sich. |           |                                  |                            |                      |                                       |               |                               |                |
| 145 | 9         | Katastrophenschutz               | Disaster Averted           | 7. Nov. 2011         | 7. März 2012                          | Michael Shea  | Robia Rashid                  | 1,55 Mio.      |
| Barney versucht die Entchen-Krawatte, die er seit der verlorenen Wette tragen muss, loszuwerden. Ted und Kevin kommen auf das Schild No Boogie Boarding am MacLaren’s zu sprechen, das mit dem Tag von Hurrikan Irene zusammenhängt. Damals saßen alle in Barneys Wohnung fest. In der Gegenwart geht es um Barneys Absicht, die Krawatte auszuziehen, um vor Noras Eltern gut auszusehen. Barney darf die Krawatte ablegen, wenn er Marshall drei weitere Ohrfeigen erlaubt (wovon zwei sofort verabreicht werden). Es wird wieder zum Hurrikan gewechselt: am nächsten Tag sind alle vor dem MacLaren’s. Marshall nimmt die nasse Straße als Anlass zum Boogie Boarding, wobei er sich beim zweiten Anlauf, wie Ted erzählt, verletzt hat, indem er durch das Fenster der Bar glitt. Das ist der Grund für das Schild. Am Ende der Episode sind Barney und Robin im Taxi und reden über den Tag nach dem Hurrikan, wo sie sich beinahe küssten. Daraufhin tun sie dies im Taxi. |           |                                  |                            |                      |                                       |               |                               |                |
| 146 | 10        | Tick Tick Tick …                 | Tick Tick Tick             | 14. Nov. 2011        | 14. März 2012                         | Pamela Fryman | Chris Harris                  | 1,47 Mio.      |
| Am Anfang der Folge sieht man Barney und Robin nackt im Bett aufwachen. Diese reden über den Vorfall, und bereuen diesen auch. Ted und Marshall rauchen im Stadion einen Joint („verzehren die Sandwiches“). Dann sollen beide für Lily Nachos holen. Barney und Robin versuchen den Betrug an ihren Partnern zu verschweigen, sind sich dann aber einig, es jenen zu erzählen. Ted und Marshall, die immer noch im Rausch sind, irren durch das Stadion, in der Hoffnung, Nachos zu finden. Beiden glauben stundenlang zu suchen, sind dabei aber nur wenige Minuten unterwegs. Barney beendet seine Beziehung mit Nora und wartet auf Robin, die jedoch mit Kevin zusammenbleiben will und ihm nichts von dem Seitensprung erzählt. In der Schlussszene sieht man Barney, wie er traurig und enttäuscht Rosenblätter von Robins Bett in ihrem Zimmer in eine Tüte steckt, und Ted, wie er die Situation beobachtet. |           |                                  |                            |                      |                                       |               |                               |                |
| 147 | 11        | Plan B                           | The Rebound Girl           | 21. Nov. 2011        | 21. März 2012                         | Pamela Fryman | Carter Bays & Craig Thomas    | 1,50 Mio.      |
| Lily und Marshall sind in dem Haus, das sie von Lilys Großeltern bekommen haben und verkaufen wollen. Sie ändern diesen Entschluss jedoch, da es ihnen besser gefällt als ihr Apartment. Dieses sehen sie zudem als zu klein an, als sie wieder nach Hause kommen. Barney und Ted haben derweil Probleme mit ihrem Liebesleben. Im betrunkenen Zustand entscheiden sie als Freunde ein Baby zu adoptieren. Barney kommt daraufhin mit einem Baby in Teds Apartment. Kurze Zeit später sind die beiden bzw. die drei auch in Lily und Marshalls neuem Haus. Es kommt raus, dass das Baby in Wirklichkeit von Barneys Bruder James und dessen Ehemann adoptiert wurde, die auch gekommen sind. James erklärt Ted zudem, dass sein und Barneys Plan kein guter war und er selbst eine Familie gründen solle. Barney redet mit Robin und erfährt von ihr, dass sie schwanger ist. |           |                                  |                            |                      |                                       |               |                               |                |
| 148 | 12        | Sinfonie der Erleuchtung         | Symphony of Illumination   | 5. Dez. 2011         | 10. Okt. 2012                         | Pamela Fryman | Joe Kelly                     | 1,55 Mio.      |
| Anstelle des zukünftigen Ted erzählt die zukünftige Robin ihren eigenen Kindern von der Zeit, als sie Barney verriet, dass sie von ihm schwanger ist, was sie jedoch geheim halten wollte. Während Barney von der Vorstellung Vater zu werden begeistert ist, kann Robin sich mit dem Gedanken eigene Kinder zu haben nicht anfreunden. Marshall verkündet, dass er dieses Jahr die beste Weihnachtslichtershow veranstalten wird. Sowohl Barney als auch Robin sind erleichtert, als ihnen der Arzt mitteilt, dass Robin nicht schwanger ist. Während die Nachricht noch gefeiert wird, erfährt Robin jedoch, dass sie keine Kinder bekommen kann. Sie ist unsicher, ob sie ihren Freunden davon erzählen soll, entscheidet sich aber dagegen. Marshall bringt die ganze Weihnachtsdekoration zum Haus nach Long Island, als der Nachbarsjunge Scott ihm seine Hilfe anbietet. Als er auf dem Dach arbeitet, entfernt dieser die Leiter, klaut Marshalls Handy und schmeißt eine Party in seinem Haus. Die Freunde sehen Heimweh als Ursache für Robins Verhalten. Als Ted Robin Flugtickets in seine Heimatstadt Cleveland anbietet, missversteht sie die Geste und gibt ihm zu verstehen, dass er nicht dafür verantwortlich ist, sie aufzuheitern. Robin macht einen Spaziergang durch den Central Park, wo herauskommt, dass Robins Kinder und das Gespräch mit ihnen nur in ihrer Fantasie spielen. Als sie in die Wohnung zurückkommt, hat Ted eine Überraschung für sie. Beide vertragen sich wieder. Der zukünftige Ted verrät zum Schluss, dass Robin eine bekannte Journalistin, Geschäftsfrau und Weltreisende wird, aber trotzdem nie alleine sein wird. |           |                                  |                            |                      |                                       |               |                               |                |
| 149 | 13        | Gutes neues Jahr                 | Tailgate                   | 2. Jan. 2012         | 17. Okt. 2012                         | Pamela Fryman | Carter Bays & Craig Thomas    | 1,50 Mio.      |
| Marshall grillt gemäß einer alten Tradition zwischen ihm und seinem Vater an dessen Grab. Dabei berichtet er, wie seine Freunde Silvester verbracht haben: Robin muss als Moderatorin für den betrunkenen Sandy einspringen, Ted und Barney versuchen (erneut) in Teds Wohnung eine Bar zu eröffnen. Hierbei hilft ihnen Kevin als Barkeeper. Marshall versucht Lily zu trösten, deren Vater kaum Reaktion auf ihre Schwangerschaft gezeigt hat. Nachdem die Party außer Kontrolle gerät, werfen Ted und Barney mithilfe des Türstehers, mit dem sie mal eine Schlägerei hatten, alle Gäste aus der Wohnung. Lilys Vater besucht sie und sagt ihr, wie sehr er sich freut. Marshall, um dessen Grill sich immer mehr Gäste versammelt haben, erkennt, dass auch sein Vater immer Gäste bewirtete, und so fühlt er sich mit diesem umso verbundener. |           |                                  |                            |                      |                                       |               |                               |                |
| 150 | 14        | 46 Minuten                       | 46 Minutes                 | 16. Jan. 2012        | 24. Okt. 2012                         | Pamela Fryman | Dan Gregor & Doug Mand        | 1,37 Mio.      |
| Marshall und Lily sind nun komplett in ihr neues Haus in Long Island umgezogen. Barney, Robin und Ted scheinen sie zu vermissen. Barney sieht sich aufgrund der neuen Umstände jedoch als Anführer der Gang und beschließt daher mit Ted, Robin und deren Freund Kevin in einen Stripclub zu gehen. Dort sehen sie Stripper-Lily (welche schon einmal Teil einer Episodenhandlung war) sowie ihren Freund. Sie sehen die beiden als „neue Lily“ bzw. „neuen Marshall“ und somit ihre neuen Freunde an. Derweil fühlen sich Marshall und Lily in Long Island von Lilys Vater gestört, der seit zwei Wochen bei ihnen wohnt. Sie wollen, dass er geht, und als der Strom ausfällt, hilft er ihnen aus Rache nicht, den Sicherungskasten im Dunkeln zu finden. Währenddessen werden die Freunde und Kevin von Stripper-Lily und ihrem Freund zu einem Pokerspiel eingeladen. Die vier kommen mit. Der mittlerweile betrunkene Ted gewinnt, löst seinen Gewinn jedoch nicht ein. Anschließend bieten ihre neuen Freunde ihnen an mit zu einer exklusiven Party zu kommen. Letzten Endes rauben sie die vier jedoch nur aus. Derweil vertragen Marshall und Lily sich mit Lilys Vater, der Marshall den Weg zum Sicherungskasten zeigt, sodass er den Strom wieder einschalten kann. Am Ende der Episode sind die fünf Freunde in Long Island und frühstücken zusammen im neuen Haus. |           |                                  |                            |                      |                                       |               |                               |                |
| 151 | 15        | Der brennende Bienenzüchter      | The Burning Beekeeper      | 6. Feb. 2012         | 31. Okt. 2012                         | Pamela Fryman | Carter Bays & Craig Thomas    | 1,14 Mio.      |
| Lily und Marshall veranstalten eine Hauseinweihungsfeier. Lily hat von Anfang an die Sorge, dass dabei etwas schiefgeht wegen ihres Vaters, der im Keller Bienen züchtet. In der Episode werden die Geschehnisse der Party im Wohnzimmer, Esszimmer und der Küche gezeigt. Ted und Robin haben einen Streit, wie man bei ihrer Ankunft merkt. In der Küche will Ted für fünf Minuten Essen warmmachen. In diesem Zeitraum, so sagt es Ted als Erzähler, geht etwas schief. Marshalls Vorgesetzter will, dass er mit ins Büro kommt. Zudem gerät er mit Ted in einen Streit, da er angeblich Frühlingsrollen gegessen habe, die eigentlich für ihn bestimmt waren. In Wirklichkeit hat Barney dies jedoch getan. Dieser will mit einer Frau schlafen, die er auf der Feier kennenlernt, die jedoch laut Lily eine Stalkerin ist. Robin und Ted streiten weiter. Ted findet sie zu harsch, wohingegen sie ihn zu nett findet. Marshall braucht zudem Robins Hilfe. Er will Cootes seine Meinung sagen und will daher von ihr wissen, wie er standhaft bleiben kann. Daraufhin droht er Cootes zu kündigen, wenn dieser seine Art nicht ändert. Cootes zieht aus Jux den in Kerosin getränkten Imkeranzug von Lilys Vater an und öffnet den Ofen, in dem sich Teds Essen befindet. Der Anzug fängt Feuer und Coots läuft nach draußen in den Schnee. Er sieht dieses Ereignis als Anlass zu einer Änderung seiner Art an. Ted und Robin vertragen sich wieder. Da die Kellertür nicht geschlossen wurde, fliegen derweil tausende Bienen im Haus herum. Währenddessen ist Barney am Ende der Episode mit der Frau, die er kennengelernt hat, im Gästezimmer. Da er sie für wahnsinnig hält, geht er trotz der vielen Bienen heraus aus dem Zimmer. |           |                                  |                            |                      |                                       |               |                               |                |
| 152 | 16        | Der Saufzug                      | The Drunk Train            | 13. Feb. 2012        | 7. Nov. 2012                          | Pamela Fryman | Craig Gerard & Matthew Zinman | 1,35 Mio.      |
| Zum Valentinstag werden Robin und Kevin von Lily und Marshall nach Vermont eingeladen. Dort bekommt Robin von Kevin einen Heiratsantrag, worauf sie zuerst keine Antwort weiß. Ted und Barney erfahren von Lily und Marshall, dass der letzte Zug nach Long Island den Spitznamen „The Drunk Train“ hat, beide versprechen sich durch das dortige Erscheinen einfache und schnell eine Frau zu kriegen, sie selbst nüchtern, hatten aber keine Chance zu landen. Am nächsten Tag versucht Barney mittels Mathematik den Grund ihres Versagens aufzudecken, die Lösung von Ted ist jedoch viel simpler, sie sollen sich einfach auch betrinken. Damit gelingt es dann Barney auch vermeintlich, doch er macht einen Rückzieher im letzten Moment: Er muss noch immer an Quinn denken – er lernte sie ein paar Tage vorher in einer Bar kennen. Robin verrät – zuerst Marshall und Lily, dann auch Kevin – dass sie keine Kinder kriegen kann. Für Kevin scheint dies zuerst auch absolut kein Problem zu sein. Robin macht Kevin aber klar, dass sie auch keine Kinder will, also auch keine Adoption. Daraufhin nimmt Kevin seinen Heiratsantrag zurück. Als Ted am Ende der Episode aufs Dach geht und mit Robin darüber spricht, gesteht er ihr (zum wiederholten Mal) seine Liebe. |           |                                  |                            |                      |                                       |               |                               |                |
| 153 | 17        | Langzeitwetten                   | No Pressure                | 20. Feb. 2012        | 14. Nov. 2012                         | Pamela Fryman | George Sloan                  | 1,38 Mio.      |
| Nachdem Ted Robin gesagt hat, dass er sie liebt, küssen sie sich beide und sind glücklich. Doch Robin muss (wegen ihres Jobs) nach Russland fliegen, verspricht aber, dass sie nach dieser Woche weitermachen, wo sie aufgehört hatten. Ted ist verzweifelt und ruft, obwohl es früh morgens ist, Marshall an, da er sich mit ihm in der Bar treffen will. Durch das Telefonat wachen nicht nur Marshall und Lily, sondern auch Barney, der im gleichen Bett wie sie geschlafen hat, auf. Da Lily nicht alleine mit Barney im Bett sein will, geht sie auch mit in die Bar, erzählt aber Barney noch, dass es kein Sexvideo von ihr und Marshall gibt, er also nicht danach suchen muss. Barney hört aber „es gibt ein Sexvideo“ und will dieses Band natürlich unbedingt finden. Er fängt an das Zimmer zu durchsuchen. Dabei findet er eine Box, in welcher Marshall und Lily Wettprotokolle aufbewahren: Sie wetten über banale Dinge wie, ob Robin Lily den ausgeliehenen Föhn zurückbringen wird, aber auch über Dinge wie eine mögliche Hochzeit von Ted und Robin. In der Bar erzählt Ted Lily und Marshall alles, was geschehen ist. Lily, welche gegen das Paar gewettet hat, versucht Ted davon abzuhalten, mit Robin wieder zusammenzukommen. Barney gesellt sich zu ihnen und deckt die Wettangelegenheiten auf. Dabei findet er ein Protokoll, das eine Wette bescheinigt, bei der es darum geht, ob Barney ein Sexvideo von Lily und Marshall findet. Barney fährt wieder nach Long Island, um weiter zu suchen, und findet es schließlich. Er will es sich mit Ted ansehen, der aber innerlich immer noch mit Robin beschäftigt ist. Ted wird klar, dass eigentlich Barney und Robin zusammengehören. Als er Barney dies darlegt, behauptet dieser jedoch, dass er über Robin hinweggekommen sei. Als Ted ihn auf die Situation anspricht, bei der Barney Rosen auf Robins Bett platziert hatte, erzählt ihm Barney die ganze Geschichte über ihn und Robin. Doch selbst nachdem Ted ihm eröffnet, dass Robin und Kevin sich getrennt haben, und er ihm gesteht, dass er mit Robin zusammen sein wolle, lässt dieses Barney – zumindest nach außen hin – kalt. Als Barney schließlich das Video von Marshall und Lily sehen will, tauchen die beiden auf. Marshall schafft es, Barney davon abzuhalten, sich das Band anzusehen. Nachdem Robin von ihrer Dienstreise zurückgekehrt ist, zeigt sich in einer Unterhaltung zwischen ihr und Ted, dass sie doch nicht in ihn verliebt ist, woraufhin sie aus der gemeinsamen Wohnung auszieht. Für Ted ist somit das Thema weg vom Tisch und er sagt, dass er sich in den letzten 5 Jahren noch nie so frei gefühlt habe wie in diesem Moment. |           |                                  |                            |                      |                                       |               |                               |                |
| 154 | 18        | Karma                            | Karma                      | 27. Feb. 2012        | 21. Nov. 2012                         | Pamela Fryman | Stephen Lloyd                 | 1,63 Mio.      |
| Robin zieht auf Anraten Marshalls aus ihrem Zimmer in Teds Wohnung aus und dafür bei Lily und Marshall ein. Dort findet sie es mit der Zeit jedoch langweilig und will wieder nach Manhattan. Barney weiß derweil nicht, was er wegen Quinn machen soll, die wie sich herausstellt eine Stripperin ist, deren Künstlername Karma ist. Er sieht dies letzten Endes als unbedeutend an und will ein Date mit ihr haben. Währenddessen weiß Ted nicht, was er mit dem leeren Zimmer in seiner Wohnung machen soll und verwendet es zuerst zum Grillen und anschließend zum Töpfern. Dabei muss er jedoch die ganze Zeit an Robin denken. Barney ist im Stripclub und hat im Hinterzimmer, nachdem er ihr zuvor etwa 900 Dollar und seine Rolex gegeben hat, ein Date mit Karma, die ihn, wie sich herausstellt, nur ausnutzt. Später haben die beiden jedoch ein wirkliches Date in einem Coffeeshop. Robin klopft in Manhattan bei Ted an. Die beiden sprechen miteinander. Am Ende der Episode erhalten Lily und Marshall eine SMS von ihm und fahren daher zu seiner Wohnung, die sie fast leer auffinden, nur ein Kinderbett steht in Robins ehemaligem Zimmer. Ted hat einen Zettel da gelassen, auf dem steht, dass er eine Veränderung braucht und dass die Wohnung nun ihnen gehört. |           |                                  |                            |                      |                                       |               |                               |                |
| 155 | 19        | Der Bro-Eid                      | The Broath                 | 19. März 2012        | 28. Nov. 2012                         | Pamela Fryman | Carter Bays & Craig Thomas    | 1,77 Mio.      |
| Ted, Robin, Lilly und Marshall machen sich Sorgen um Barney und um seine Beziehung zu Quinn. Ted muss Barney zuliebe einen Bro-Schwur ablegen und darf damit dem Rest der Gruppe nichts über Quinns Job als Stripperin erzählen. Doch er kann nicht lange still halten und verpetzt Quinn bei Lilly, Marshall und Robin. Bei einem gemeinsamen Treffen der Gruppe in Quinns Appartement kommt es dann zu noch größeren Zweifeln und so führt kein Weg an einer Intervention vorbei (in diesem Fall einer Quinntervention). Bei dieser Intervention taucht überraschenderweise Quinn selbst auf und ist davon derart schockiert, dass sie Barney nicht mehr sehen will. Auch Barney verlässt das Appartement und somit merken die Freunde, dass sie zu weit gegangen sind und sich deshalb bei Barney entschuldigen müssen. Als sie bei seiner Wohnung aufkreuzen, lässt sich Barney ein paar witzige Spielchen für Lilly und Robin sowie Ted und Marshall einfallen, damit er ihnen verzeihen kann, und lüftet am Ende das Geheimnis, dass sich Quinn und er dies alles nur als teuflisches Spielchen ausgedacht hatten und sie alle damit reinlegen wollten. Darauf merken alle, dass Barney und Quinn wie geschaffen füreinander sind. Da Quinn ihre Wohnung aufgeben will, streiten sich Ted und Robin um diese. Dabei stellt Ted fest, dass es zwischen ihm und Robin nie mehr so sein wird wie früher. |           |                                  |                            |                      |                                       |               |                               |                |
| 156 | 20        | Die Trilogie                     | Trilogy Time               | 9. Apr. 2012         | 5. Dez. 2012                          | Pamela Fryman | Kourtney Kang                 | 1,50 Mio.      |
| Ted, Marshall und Barney treffen sich alle drei Jahre, um die Star-Wars-Trilogie gemeinsam anzusehen. Dieses Ritual beschlossen Ted und Marshall, als sie auf dem College waren. Jedes Jahr überlegen sich die drei, wie sie wohl in drei Jahren leben werden, also immer dann, wenn sie das nächste Mal die Star-Wars-Trilogie schauen würden. Es werden jeweils die ausgedachten Abschnitte aus den Jahren 2003, 2006, 2009 und 2012 gezeigt und dazu, was wirklich in den Jahren geschah. Während Ted und Marshall im Jahr 2012 die Star-Wars-Trilogie schauen, ziehen Quinn und Barney zusammen. Immer wenn gezeigt wird, was wirklich in dem Jahr geschah, wird Ted klar, dass sich sein Leben nie wirklich verändert, da er nicht die perfekte Frau trifft und auch noch keine Kinder hat, doch als am Ende das Leben der Gruppe im Jahr 2015 gezeigt wird, hält Ted sein Baby im Arm, während die drei wie jede drei Jahre die Star-Wars-Trilogie schauen. |           |                                  |                            |                      |                                       |               |                               |                |
| 157 | 21        | Punktsieg                        | Now We’re Even             | 16. Apr. 2012        | 12. Dez. 2012                         | Pamela Fryman | Chuck Tatham                  | 1,59 Mio.      |
| Ted lebt nun alleine und ist glücklich, dass er mit niemandem mehr zusammenwohnt. Während Marshall die Möbel für das Kinderzimmer streicht, hat Lily einen Sextraum, ausgerechnet von Ranjit. Während Lily und Marshall bei Ranjit im Taxi sitzen, will Marshall klarstellen, was sie geträumt hat. Währenddessen sind Ted und Barney in der Bar und wollen zusammen jeden Abend einen super Abend verbringen. Ted macht Barney jedoch klar, dass – wenn man jeden Abend einen „legendären Abend“ hat – kein Abend mehr besonders ist, weil man jeden Abend immer das Gleiche macht. Da Ted und Barney noch nicht quitt sind, zieht Ted wie versprochen an einem Abend ein grünes Kleid an. Nachdem ein Pilot während des Fluges zusammengebrochen ist, hat Robin den Helikopter wieder heil zum Boden gebracht. Mit dieser spektakulären Rettungsaktion ist Robin berühmt geworden und wird nun von jedem als erfolgreiche Fernsehjournalistin gesehen. Marshall und Lily vertragen sich wieder, indem Marshall die Begründung für den Traum findet, dass Lily während ihrer Schwangerschaft auf alle Männer steht, die ihren Kindern ein guter Vater sind. Robin und Ted vertragen sich am Ende wieder, nachdem die beiden längere Zeit nicht miteinander geredet haben. |           |                                  |                            |                      |                                       |               |                               |                |
| 158 | 22        | Die Ersatz-Robin                 | Good Crazy                 | 30. Apr. 2012        | 19. Dez. 2012                         | Pamela Fryman | Carter Bays & Craig Thomas    | 1,11 Mio.      |
| Ted und Robin möchten übereinander hinwegkommen, weshalb sie bewusst zu unterschiedlichen Zeiten bei Marshall und Lily erscheinen, die eine Babyparty veranstaltet haben. Auf Anraten Barneys probiert Ted Online Dating aus und trifft sich mit verschiedenen Frauen. Dennoch glaubt er bei deren Anblick ständig Robin zu erkennen. Derweil versucht Marshall sich auf die kommende Zeit als Vater einzustellen: Er steht nachts auf und benutzt eine Melone als Übungsbaby. Lily gefällt das nicht. Währenddessen treffen Barney und seine Freundin Quinn, die als Stripperin arbeitet, auf der Straße auf Kunden. Barney empfindet dies als unangenehm, weshalb er ihr eine Stelle bei der GNB anbietet. Quinn lehnt sie jedoch ab. Lily sagt Marshall, dass es ein zweitägiges Seminar als Erziehungs-Vorbereitung gebe, zu dem sie hinfahren will. Marshall schläft im Auto ein und als er aufwacht sitzt Barney statt Lily, die zuhause ist, am Steuer und fährt mit ihm nach Atlantic City. Dort stellen die beiden ihre Handys aus und betrinken sich. Als sie sie wieder anmachen, hören sie Mailboxnachrichten von Lily, die zuhause kurz vor der Geburt steht. |           |                                  |                            |                      |                                       |               |                               |                |
| 159 | 23        | Der Magier-Kodex – Teil 1        | The Magician’s Code (1)    | 14. Mai 2012         | 2. Jan. 2013                          | Pamela Fryman | Jennifer Hendriks             | 1,49 Mio.      |
| Lily kommt mit ihren Wehen ins Krankenhaus, wo sie sich zur Ablenkung verschiedene Geschichten von Ted und Robin erzählen lässt. Marshall und Barney sind nach wie vor in Atlantic City und suchen verzweifelt nach einer Möglichkeit, nach New York zu kommen. Marshall und Barney schaffen es rechtzeitig zur Geburt ins Krankenhaus in New York, nachdem sie durch Zufall zwei Plätze in einem Bus ergattern konnten. Marshalls und Lilys Sohn wird geboren, welchen sie Marvin, nach Marshalls verstorbenem Vater, benennen. |           |                                  |                            |                      |                                       |               |                               |                |
| 160 | 24        | Der Magier-Kodex – Teil 2        | The Magician’s Code (2)    | 14. Mai 2012         | 9. Jan. 2013                          | Pamela Fryman | Carter Bays & Craig Thomas    | 1,43 Mio.      |
| Robin rät Ted, die einzige Freundin in seinem Leben, die nicht vergeben war, Victoria, wieder zu kontaktieren und sie zurückzugewinnen. Barney und Quinn sind am Flughafen, um eine Urlaubsreise nach Hawaii anzutreten. Dort werden sie festgehalten, weil Barney einen mysteriösen Würfel, der Teil eines Zaubertricks ist, bei der Flughafenkontrolle nicht öffnen will. Schließlich zeigt Barney doch den Zaubertrick und aus dem Würfel erscheint eine Blume mit einem Verlobungsring in der Mitte und Barney macht Quinn einen Heiratsantrag, welchen sie annimmt. Weiterhin sieht man, als Lily, Marshall und ihr Kind bereits wieder aus dem Krankenhaus zurück sind, wie sich die Clique im MacLaren’s Pub trifft, wo Ted sich mit Victoria verabredet hat, die dort im Hochzeitskleid erschienen ist, da sie an diesem Tag ihren deutschen Freund Klaus heiraten wollte. Ted und Victoria wollen gemeinsam durchbrennen und man sieht die beiden schließlich, wie sie mit dem Auto fortfahren. Während der Fahrt will Ted zuerst Victoria wieder zu ihrer Hochzeit zurückbringen, entscheidet sich dann jedoch kurzfristig dagegen und fährt mit ihr weiter. Am Schluss wird wieder Barneys Hochzeit gezeigt, wo sich herausstellt, dass nicht Quinn, sondern Robin die Frau ist, die Barney heiraten wird. |           |                                  |                            |                      |                                       |               |                               |                |